# 密送
密件副本（BCC, blind carbon copy）是大多数邮箱客户端支持的一个选项。发信人可将电子邮件发给密件副本收件人（除主要收件人以外）同时隐藏密件副本收件人的身份。包括密件副本收件人的所有收件人都无法获取完整的密件副本收件人列表。
这一概念最初來自碳式複寫紙，现在也應用于电子邮件。
在某些情况下，打字员在撰写信件时要确保不同的收信人无法得知对方的身份。这种时候，他们通常会：
- 单独在每一份拷贝上填写姓名而不是使用复写纸；
- 将复写纸抽出（但会在纸上留下印痕）。

在电子邮件中，收件人被分为三种类型：
- 收件人（To）：主要收件人
- 副本（CC）：抄送到次要收件人（与邮件有关但无需做出应答的个人或组织）
- 密件副本（BCC）：密件副本到其他收件人。主要与次要收件人不应该获得密件副本收件人的身份。取决于邮箱客户端，密件副本收件人可能只看到自己为密件副本收件人，或整个收件人列表。

密件副本多在要将电子邮件发送给较长的收件人名单但收件人互相不需要（或是不一定）知道对方的时候使用，比如在给一个邮箱列表发邮件中使用。

## 优势
有许多理由使用这个功能：
- 密件副本可以防止误点击“回覆全部”而将只应给发信人回复的信息发送给整个收件人列表。
- 当意图将与他人的邮件通讯记录发送给第三方（比如同事）并且不想让收件人得知时（或是当不想收信人得知第三方的邮箱地址时）
- 当意图发送给不同收件人且他们互相不知道对方的存在时。通常可以将自己列为主要收件人并将实际收件人填入密件副本栏中。
- 防止電腦病毒，垃圾邮件与恶意软件的扩散。

## 缺点
在某些情况下，密件副本会被认为是有些不道德的。原始收件人会认为与发信人之间的通信是私密的，然而事实上第三方的存在被有意的隐瞒了。
还有一个风险是，如果密件副本列表中的收信人（无意中）选择了“回覆全部”，原始收件人会（不经意间）得知密件副本收信人的存在。因此，有时更适合将原始邮件单独转发。
取决于不同的電子郵件客户端，收件人有几率得知自己为密件副本收件人。有时候，在主要收信人栏中的“未知收信人”会暗示使用了密件副本。在其他情况下，密件副本收信人会收到与主要收件人相同的邮件。密件副本收信人不一定会在收信人栏中看到收信人的邮箱（或是收信人姓名）。
当需要通知收信人密件副本收信人列表时：
- 可以在邮件主体中列出密件副本收信人的姓名，但不列出他们的邮箱地址，或是
- 在邮件主体中用代称指代所有密件副本收件人，比如说“致薪酬委员会的主席与其他成员”或“致小明全家”。